# Mohamed Medehbi
 (mai 2021).
Si vous disposez d'ouvrages ou d'articles de référence ou si vous connaissez des sites web de qualité traitant du thème abordé ici, merci de compléter l'article en donnant les références utiles à sa vérifiabilité et en les liant à la section « Notes et références ».
Mohamed Medehbi (en arabe : محمد مدهبي) est un footballeur international algérien né le 24 septembre 1931 en Algérie. Il évoluait au poste de milieu de terrain.

## Biographie

### En club
Mohamed Medehbi évolue pendant quatre ans au Limoges FC en France avant de revenir au pays pour jouer en première division algérienne avec le club du CR Belouizdad.

### En équipe nationale
Mohamed Medehbi reçoit deux sélections en équipe d'Algérie en 1963. Il joue son premier match le 4 juillet 1963, contre l'Égypte (nul 1-1). Son dernier match à lieu le 7 juillet 1963, contre la même équipe (nul 2-2).

## Palmarès
CR Belouizdad
- Championnat d'Algérie (1) :
  - Champion : 1964-65.